# 乙酰丙嗪
乙酰丙嗪是一种橙黄色油状液体。沸点220-240℃（66.5Pa）。其马来酸盐为黄色结晶，熔点135-136℃，溶于水，0.1%的水溶液pH为5.2，无臭。味苦。用途与氯丙嗪相似，但安定作用比氯丙嗪弱，疗效较差。用于镇静、抗精神病、镇吐、镇痛和抗惊厥等。与止痛药、催眠药、局部麻醉药等合用时能加强其作用。与哌替啶、异丙嗪合用为人工冬眠剂。